# ریمیلیا
رمیلیا (به انگلیسی: Remilia) (۲ فوریهٔ ۱۹۹۵ – ۲۷ دسامبر ۲۰۱۹) بازیکن حرفه‌ای لیگ افسانه‌ها آمریکایی بود.
او یک زن ترنس بود.